# Lejana tierra mía
Lejana tierra mía es una canción argentina que está presente en varios repertorios de intérpretes del tango cuya letra pertenece a Alfredo Le Pera en tanto que la música es de Carlos Gardel que fue escrito para el filme Tango Bar que es la última película de Gardel y la versión discográfica fue realizada por RCA Victor con el acompañamiento de la orquesta de Terig Tucci.

## Tango Bar
Tango Bar, filmada en febrero de 1935, es la última película realizada por Carlos Gardel. Fue dirigida por el austríaco John Reinhardt, para la empresa Paramount en los estudios Kaufman Astoria ubicados en Astoria (Queens) en Nueva York. La película cuenta con el guion del brasileño Alfredo Le Pera y fue coprotagonizada por Rosita Moreno, Enrique de Rosas y Tito Lusiardo. Dos características centrales resaltan en estas últimas dos películas: la primera es la decisión de registrar el canto de Gardel en vivo, eliminando el doblaje tradicional en posproducción; la segunda es la decisión de dirigir el tono de las películas hacia el público de los países de América Latina, España e Italia alejándose tanto del tono porteñista, como de los estereotipos europeo-norteamericanos, y así, por ejemplo, en el filme incluyó la jota española Los ojos de mi moza. En el filme el personaje Ricardo Fuentes mientras viaja en el buque que lo lleva desde Buenos Aires a España tiene un encuentro con un grupo de españoles que regresa a su país en tercera clase y después de recordar sus antepasados españoles canta Lejana tierra mía.

## Versiones
Fue grabada, entre otros intérpretes, por María Garay, Graciela Susana, María Graña, Hugo del Carril, Virginia Luque, Raúl Lavié, Roberto Goyeneche, Edmundo Rivero, Argentino Ledesma, Jorge Vidal, Miguel Montero y la orquesta de Mariano Mores con la voz de Carlos Acuña. También hay versiones instrumentales, entre otras,  la del Trío Contemporáneo, de los guitarristas Cacho Tirao, Roberto Grela y Aníbal Arias, del violinista Antonio Agri y de Hugo Díaz con su armónica. Roberto Sánchez lo cantó en la película Destino de un capricho del año 1972.